# 汪建新
汪建新（1954年—），山东济宁人，汉族，中华人民共和国政治人物、第十二届全国人民代表大会解放军代表。
加入中国共产党。2013年，担任全国人大代表。